# Комьюнити-радио
Комьюнити-радио (англ. community radio) — тип радиовещания, который отвечает информационным запросам конкретного сообщества, связанного по территориальному, этнолингвистическому, социальному или иному признаку. Вещание этого типа осуществляется «самим сообществом, для этого сообщества и об этом сообществе» (определение ЮНЕСКО), будь то сообщество крестьян, рабочих, преподавателей, домохозяек, этническое меньшинство, религиозная или иная группа.
В западной терминологии для характеристики комьюнити-радио используется обозначение «третий сектор медиа». При этом считается, что первый и второй сектора — это общественные/государственные и коммерческие СМИ.

## Зарождение
Первые радиостанции, ставшие прообразом современного комьюнити-радио, появились в 1940-х гг. в Латинской Америке. Бедность и социальная несправедливость стали основными мотивами для создания первых двух радиостанций этого типа. В 1947 году в Боливии появилось «Radio de los Mineros» (Радио шахтёров), а в Колумбии — «Radio Sutatenza» (Радио Сутате́нса — по названию колумбийского города и муниципалитета). Основной целью «Радио де лос Минерос» было объединение сообщества шахтёров в борьбе за более справедливые условия труда. «Радио Сутатенса» в свою очередь стало первой попыткой использования радиовещания в образовательных целях. Предпринял её главный создатель передач радиостанции святой отец Хоакин Сальсе́до. «Радио Сутатенса» не было, однако, полноценным комьюнити-медиа в современном понимании, поскольку принадлежало не сообществу, для нужд и интересов которого вещало, а самому отцу Сальседо.
Но хотя зародилось комьюнити-радио в Латинской Америке, по-настоящему жизнеспособным движением оно стало в Европе 60-70-х годов. Монополия на вещание в европейских странах в те годы находилась в руках государства. Результатом поиска альтернативы государственному вещанию стал взрывной расцвет так называемых «свободных радио». Молодые люди, едва отыскав свободную радиочастоту, начинали использовать её для критики государственной гегемонии в информационном пространстве, а вместе с тем — для осуждения системы правления, общественной и культурной моделей в целом. Наибольшего успеха «свободные» радиостанции добились в Италии и Франции. Эпитет «свободный» относится к способу вещания — свободного от государственного регулирования. В дальнейшем, однако, понятие «свободное радио» стало рассматриваться как часть концепции «комьюнити-радио».
ЮНЕСКО всегда отмечала большую практическую роль комьюнити-радио в осуществлении права граждан на свободу выражения. Особое значение комьюнити-радио имеет для защиты интересов наиболее угнетённых, уязвимых, маргинальных социальных групп. Выбор именно радио в качестве медиа, наиболее подходящего для выражения нужд, проблем и ожиданий различных сообществ, объясняется его низкой ценой, большей доступностью для определённых социальных групп (к примеру, фермеров) по сравнению с другими средствами коммуникации и широтой охвата аудитории. ЮНЕСКО с момента своего создания призывала к всесторонней поддержке комьюнити-медиа, особенно — в развивающихся странах, где граждане благодаря этим СМИ могли бы напрямую участвовать в социально-экономическом становлении государства.

## Характеристики
Аудитория комьюнити-радиостанции участвует в её деятельности, финансировании и во владении ею.
Комньюнити-радиостанции удовлетворяют потребность в коммуникации, способствуют осуществлению права на информацию и свободу выражения участников того или иного сообщества. При этом любой представитель этого сообщества обладает доступом не только к контенту радиостанции, но и к его производству. Граждане могут участвовать в принятии решений в том числе по поводу содержания, длительности программ, времени выхода их в эфир. Также участники сообщества могут принимать участие в финансировании медиа. Большинство создателей передач — это добровольцы из сообщества, которые чаще всего не получают гонорар. ЮНЕСКО также предписывает создание управляющих советов комьюнити-станций. В них могут состоять от 7 до 25 участников, являющихся представителями наиболее важных групп сообщества — например, фермеров, рыбаков, женщин, молодых людей, рабочих, преподавателей и т. д. Дикторы, ведущие, сценаристы, продюсеры, технические работники — опять же набираются из добровольцев сообщества.
Ярким примером участия членов сообщества в деятельности комьюнити-медиа может послужить опыт латиноамериканской радиостанции «Radio Bemba FM», вещающей в мексиканском городе Эрмосильо, штат Сонора. Редакция этой станции запустила совместно с мэрией города программу «Acóplate». Целью её было направлять в посёлки с наиболее высоким уровнем социальной напряженности радиостудии, которые становились бы площадкой для полемики между местными подростками на темы наркозависимости, насилия, сексуального здоровья. В итоге молодые люди стали принимать широкое участие в субботних передачах, где теперь они сами выбирают темы для дискуссий. Так, например, в одной из передач обсуждалась проблема матерей-одиночек — актуальная для сельской местности Мексики, поскольку беременность девочек-подростков стала здесь повседневностью.
Важно отметить, что зачастую сотрудники радио совмещают журналистский труд со своим основным родом деятельности. Например, директор мексиканского радио «Ecos de Manantlán» - крестьянин, с утра работающий поденщиком в сельской местности, а с полудня начинающий работу на радиостанции. А, например, «Radio Calenda la Voz del Valle», что в Сан-Антонио де Кастильо Веласко, штат Оахака, руководит человек, который с 5 до 11 утра продает на рынке цыплят, а после того — приходит на радио.
Таким образом, комьюнити-радио вместо того, чтобы просто говорить о сообществе, становится центром его социокультурной жизни, вовлекая в процесс создания и осмысления медиа-контента максимально возможное число участников самого сообщества.
Комьюнити-радиостанции не принадлежат частным лицам и коммерческим организациям и не стремятся к получению прибыли.
Любые сообщества и организации, не преследующие коммерческих целей и основным намерением которых является отстаивание гражданских, социальных, культурных, духовных интересов сообщества, обладают правом на комьюнити-вещание. ЮНЕСКО признает такое право только за медиа, получившими лицензию на осуществление своей деятельности и порицает любое вещание, осуществляемое подпольно.
Среди организаций, которые могут получить лицензию, можно назвать: профсоюзы и другие организации рабочих, профессиональные ассоциации, сообщества коренного населения, сельскохозяйственные сообщества, спортивные организации, сообщества женщин, некоммерческие образовательные учреждения и др.
Деятельность комьюнити-радиостанций направлена на решение долгосрочных проблем сообщества.
Так, например, существуют радио для женщин, отстаивающих свои права. Есть радио для коренных народов (в Мексике, Канаде, Австралии), защищающие и укрепляющие культурную идентичность этих этнических общностей в рамках общенациональной культуры.
А, к примеру, мексиканская радиостанция «La Voladora Radio», расположенная в муниципалитете Амекамека, штат Мехико, возникла из-за необходимости предоставления местному населению скорой и достоверной информации о возможном извержении находящегося в окрестностях вулкана Попокате́петль. Поводом к созданию этого радио послужил случай, когда журналист одного из национальных телеканалов по ошибке сообщил об эвакуации поселенцев Амекамеки из-за извержения вулкана. Тогда жители муниципалитета собрались в пунктах, предназначенных для дальнейшей отправки в приюты для эвакуированных. Однако по прибытии не встретили там ни муниципальные власти, ни силы гражданской обороны. Оказалось, что журналист перепутал Амекамеку с соседним поселением. Тогда и пришла идея создания комьюнити-радио, которое впоследствии превратилось в пространство для дискуссий по местной проблематике.
Комьюнити-радиостанции способствуют сохранению и развитию культуры.
Как уже отмечалось, комьюнити-радио используется различными этнолингвистическими общностями для сохранения своей культурной идентичности. В Великобритании, например, существуют радиостанции для иностранных диаспор. Большое значение комьюнити-медиа имеют также для развития культуры в небольших населенных пунктах. «Многие музыканты, художники, поэты появляются в нашем городе, — говорит житель мексиканского городка Сьюдад-Неса, — но никто не предоставляет им пространство для продвижения своих работ». Этим занимается только местное комьюнити-радио.
Комьюнити-радио способствует повышению прозрачности и подотчетности властей обществу.
Так, например, мексиканская станция «Radio Teocelo» из Веракруса, каждую неделю в передаче «Cabildo Abierto» предоставляет муниципальным властям возможность отчитаться об осуществляемой работе, об исполнении бюджета, о разрешении коммунальных и жилищных конфликтов и т. д. Звоня по телефону в прямом эфире, граждане могут задавать вопросы, указывать на проблемы и предлагать их решение.
Резюме
В исследовании «La práctica inspira», осуществлённом Всемирной ассоциацией комьюнити-вещателей (World Association of Community Radio Broadcasters) и Латиноамериканской ассоциацией образования по радио (Asociación Latinoamericana de Educación Radiofónica) характеристики комьюнити-радио резюмируются следующим образом:
комьюнити-радиостанции:
«1. Поддерживают и продвигают социальные изменения, необходимые для достижения более справедливого общества.
2. Предлагают социальные проекты, связанные с борьбой и защитой прав различных групп и движений.
3. Предоставляют право голоса всем социальным слоям и группам.
4. Принимают во внимание основные потребности сообществ, для которых вещают.
5. Уважают и охраняют культурное разнообразие сообществ.
6. Поощряют участие граждан в осуществлении их информационной деятельности и в её организации.
7. Не рассматривают прибыль как цель своей деятельности».

## Технические особенности
Вещание комьюнити-радиостанций обычно покрывает небольшую территорию радиусом до 5 км. Целевой аудиторией может быть одно или несколько сообществ — например, небольшие поселения в отдаленном сельском районе. Также радио может быть направлено на одну социальную группу внутри сообщества.
На комьюнити-радиостанциях зачастую используется самое простое оборудование, соответствующее размеру, потребностям и возможностям комьюнити. Для передачи сигнала обычно используются FM-передатчики низкой мощности — от 1 до 100 Вт. Для работы со звуком может быть использовано разное оборудование — от обычного ленточного магнитофона или караоке-проигрывателя до небольшой студии, состоящей из микшерного пульта, кассетных дек, CD-проигрывателя и микрофонов.
С учётом технических возможностей, а также числа обученных работников и их способностей определяется количество часов в эфире. Обычно комьюнити-радиостанции находятся в эфире меньшее время, чем коммерческие или общественные станции.

## Финансирование
Несмотря на то, что комьюнити-медиа не преследуют цели получения прибыли, их финансирование допустимо. Среди его источников можно назвать:
- Размещение коммерческой и государственной рекламы
- Мероприятия по сбору средств: концерты, аукционы, фестивали, розыгрыши лотерей и т. д.
- Спонсорство, поддержка, получаемая от фондов, кооперативов, органов местного самоуправления
- Государственные субсидии для развития совместных социальных проектов с государственными, муниципальными институтами
- Взносы членов сообщества и иные пожертвования.[22][23]

Итак, комьюнити-медиа имеют право поддерживать свою финансовую устойчивость и независимость. Однако все средства, получаемые из источников финансирования, должны быть использованы для достижения задач и целей радиостанции. Периодически медиа должны отчитываться перед сообществом, для которого вещают, предоставляя информацию об использовании денежных средств. Подотчетность эта необходима в том числе потому, что, как отмечает ЮНЕСКО, по большей части, если не полностью, комьюнити-медиа финансируются все-таки за счёт участников, институций и организаций самого сообщества.

## Законодательство
Основная проблема в деятельности комьюнити-радио связана именно с законодательством. Дело в том, что для законного осуществления своей деятельности радиостанции должны получить лицензию на вещание. Однако во многих странах комьюнити-радиостанции в отличие от коммерческих и общественных/государственных СМИ не имеют правового признания. ЮНЕСКО же занимает по этому поводу «очень четкую и категоричную позицию — абсолютное уважение законности радиовещания без каких-либо исключений. Подпольное вещание недопустимо ни под какими предлогами». Тем не менее в отсутствие соответствующих законодательных норм комьюнити-радиостанции во многих странах (Аргентина, Уругвай и др.) продолжают вещание без лицензии.
Но всё же в большинстве стран комьюнити-радио осуществляют свою деятельность в рамках законодательства, разработанного для коммерческих радиостанций (Гана, Индия, Испания, Ливан, Польша и др.). Негативная сторона такого положения заключается в том, что правовые нормы, регулирующие любую экономическую деятельность в частном секторе, направлены на поощрение конкуренции и преобладание наиболее сильных в экономическом плане игроков. Комьюнити-радиостанции, которые провозглашают отказ от стремления к получению прибыли, в таких условиях оказываются проигравшими.
В тех странах, где комьюнити-радио могут рассчитывать на получение лицензии, для их выдачи обычно проводится конкурс. На основании соответствия соискателей лицензии определённым требованиям, она выдаётся или не выдаётся им. Конкурс должен быть прозрачным и публичным. Он может быть объявлен по инициативе государства либо в ответ на запрос заинтересованных лиц при наличии свободных частот.
Тем не менее, например, в Сальвадоре для выдачи разрешений на вещание проводятся аукционы, а в Аргентине в спорных случаях возможно проведение жеребьёвки. Очевидно, две эти латиноамериканские страны являются не лучшим примером демократического распределения лицензий. ЮНЕСКО, подчеркивая, что радиочастотный спектр является достоянием всего человечества, осуждает практику проведения подобных аукционов и жеребьёвок.
Всемирная ассоциация комьюнити-вещателей (World Association of Community Radio Broadcasters) рекомендует также создавать независимые государственные органы, которые занимались бы в том числе распределением частот, выдачей лицензий и регулированием деятельности комьюнити-радио.

## В мире

### Австралия и Океания

#### Австралия
Комьюнити-движение зародилось здесь в 60-е годы. В 1961 году разрешение на создание собственной радиостанции получили студенты Университета Нового Южного Уэльса, а спустя год началось вещание ещё одной университетской станции — «RMIT Campus». Радиостанции эти в лицензиях не нуждались, поскольку вещание было кабельным и ограничивалось стенами университета. В конце 60-х — начале 70-х появляются также небольшие пиратские станции, критикующие роль австралийского правительства в индокитайском конфликте. В 1972 году Австралийским советом по контролю вещания (Australian Broadcasting Control Board) был представлен Красный доклад, в котором предлагалось помимо общественного и коммерческого радиовещания признать третий тип радио — комьюнити-вещание. Однако изменения в законодательстве приняты не были, и деятельность комьюнити-радио продолжала считаться незаконной.
В 1974 году создана Ассоциация комьюнити-радиостанций Австралии (Community Broadcasting Association of Australia CBAA). Первая легальная комьюнити-радиостанция FM вышла в эфир в декабре 1974 года в Сиднее. Вскоре после неё появляются ещё две радиостанции — в Мельбурне и Аделаиде. В 1975 году появляется Общество этнических радиостанций Аделаиды, выходят первые программы на датском и итальянском языках. Тем не менее вплоть до 1992 года комьюнити-радиостанции не выделяются в отдельный тип медиа и называются общественными. Лишь закон 1992 года «О радиовещании» выделяет комьюнити-радио в отдельный тип СМИ. Более того, целый раздел в этом законе посвящён именно комьюнити-вещанию.

### Азия
В Азии комьюнити-радио по сравнению с другими частями света наименее развито в связи с доминированием государственных организаций в сфере радиовещания. Комьюнити-радиостанции есть на Филиппинах, в Непале, на Шри-Ланке, в Восточном Тиморе.

#### Филиппины
В 1992 году по инициативе различных филиппинских и международных организаций было основано комьюнити-радио «Tambuli». Целью создания было обеспечение проживающих в отдалённых районах страны граждан собственным СМИ. При этом на местное население были возложены задачи по сооружению радиостанции, выработке редакционной политики, определению тематики передач и созданию штата радиостанции.

### Африка

#### Гана
Здесь заслуживает внимание «Radio Ada», сельская радиостанция, начавшая вещание в 1998 году с целью способствовать развитию народа адангме. Передачи этого радио выходили на пяти различных диалектах этого этноса, а аудиторию его составляло на тот момент около 600 тысяч человек.

#### Демократическая республика Конго
Деятельность образованного в Букаву, что в восточном Конго, «Radio Okapi» может служить примером использования комьюнити-радио в целях построения мира на пост-конфликтных территориях. Радиостанция эта была создана при поддержке ООН и швейцарской организации «Hirondelle».

#### ЮАР
ЮАР — единственная африканская страна, в которой законодательством признается как государственное и коммерческое вещание, так и вещание комьюнити-радиостанций. Кроме того, для регулирования деятельности комьюнити-радио в ЮАР существуют отдельные законодательные нормы. Также важно, что в этой стране был создан государственный орган, предназначенный для регулирования сферы СМИ — Независимая администрация радиовещания (Independent Broadcasting Authority IBA), позднее ставшая частью Независимой администрации коммуникаций Южной Африки (Independent Communications Authority of South Africa). Кроме того, одновременно с появлением Независимой администрации и либерализацией радиочастот в ЮАР был создан также Национальный форум комьюнити-радио (National Community Radio Forum).

### Европа

#### Великобритания
Несмотря на то, что вопрос о необходимости создания локальных радиостанций поднимался ещё в 50-х годах, гегемония «BBC» — в том числе в сфере радиовещания в регионах и небольших населённых пунктах — препятствовала развитию комьюнити-радио. Первыми медиа, бросившими вызов «BBC», стали пиратские радиостанции, часть из которых вещала из нейтральных вод вокруг Великобритании, где не действовало британское законодательство. Значительное количество пиратских станций появилось в период с 1964 по 1967 год. Среди прочих можно выделить «Radio Caroline», «Radio London», «Radio Scotland». Но, несмотря на большую популярность этих радиостанций, львиная их доля лишилась возможности выходить в эфир после вступления в силу Marine and Broadcasting Offences Act в 1967 году.
Появившийся в 1972 году Sound Broadcasting Act признавал за комьюнити-радиостанциями право на вещание, однако налагал на них большие правовые ограничения, причем одновременно благоприятствовал деятельности коммерческих локальных станций. В результате многие радиостанции продолжили осуществлять пиратское вещание, в то же время борясь за более широкое признание комьюнити-радио. В 1983 году борьба эта привела к созданию Ассоциации комьюнити-радио (Community Radio Association), которая была призвана выступать на стороне комьюнити-радиостанций в конфликтах с правительством, бизнесом и регулирующими органами.
Поворотной точкой в истории великобританского комьюнити-радио стало принятие Communications Act в 2003 году и Community Radio Order в 2004-м. Комьюнити-медиа были наконец-то признаны третьим типом СМИ — наравне с коммерческими и общественными медиа. В 2005 году появился также специальный орган для выдачи лицензий комьюнити-радио — Ofcom. К 2008 году им было выдано 187 лицензий.
Любопытным примером процветающего по сей день комьюнити-радио может служить расположенная на востоке Лондона станция «Sound Radio». Её особенностью является то, что она предоставляет эфир представителям десяти различных диаспор Лондона — в том числе латиноамериканской, курдской, бангладешской, еврейской, турецкой, африканской.

#### Испания
Первые комьюнити-радиостанции появились в Испании в конце 70-х гг., после завершения диктатуры Франко, и были вдохновлены опытом так называемых «свободных радио» Италии и Франции. Первые испанские свободные радиостанции создавались политическими, предпринимательскими группами. Разработка их редакторской политики и управление осуществлялись коллективно. Чаще всего это были городские, а не сельские радиостанции. Однако в 1980-х гг. наблюдалось развитие комьюнити-радиостанций и в небольших населённых пунктах. В 1980-х гг. свободные радиостанции Испании пользовались большой популярностью. В частности, они сыграли значимую роль в начале полемики вокруг присоединения Испании к НАТО.
Но, несмотря на активное развитие комьюнити-радио с конца 70-х гг., лишь в 1987 году состоялось его частичное правовое признание. Закон «Об упорядочении телекоммуникаций» (Ley de Ordenación de las telecomunicaciones) 1987 года уполномочивал местные власти выдавать разрешения на вещание физическим и юридическим лицам. При этом отмечалось, что некоммерческие организации также могут рассчитывать на получение свободной частоты. Однако отдельные правовые нормы, регулирующие комьюнити-вещание, разработаны не были.
В согласии с законом «О передаче полномочий автономным областям» (Ley de Transferencia a las Comunidades Autónomas), 1992 года автономным сообществам Испании передавались полномочия в сфере законодательного регулирования деятельности СМИ. Автономные сообщества в последующих декретах провели водораздел между «коммерческими радиостанциями» и «некоммерческими культурными радиостанциями».
В 90-х многие из возникших в предыдущее десятилетие станций исчезли. Однако появлялись новые, многие из которых существуют по сей день («Radio Enlace», «Radio Almenara», «Tas Tas Irratia», «Radio Contrabanda» и др.). В 2000-х в парламенте несколько раз рассматривались проекты закона об аудиовизуальной коммуникации. В 2010-м такой закон был принят. Статья 4 закона «Об аудиовизуальной коммуникации» (Ley Audiovisual) признает деятельность комьюнити-медиа правомерной. А в статье 32, полностью посвящённой этому типу СМИ, гарантируется сохранение за ними части радиочастотного спектра. Негативные стороны закона — в запрете на рекламу и спонсорство. Кроме того, чтобы комьюнити-радиостанция получила продление лицензии, её ежегодный доход должен составлять не менее 50 тысяч евро.

#### Италия
Италию наряду с Францией можно считать пионером комьюнити-движения в Европе. В Италии «свободные радио» создавались как кооперативы с небольшим штатом наёмных сотрудников и с большим количеством волонтёров. Станция «Radio Bologna per l´ Acceso Publico» начала своё вещание в 1976 году при поддержке Итальянской коммунистической партии. В 70-х возникла также ещё одна левая радиостанция «Radio Popolare» - по сей день наиболее значительное в Италии независимое новостное радио.

#### Франция
Во Франции «свободные радио» появились в знак протеста против государственной монополии на вещание. Действующее законодательство признаёт их, более того — комьюнити-радио получают государственные субсидии. Одна из таких свободных радиостанций — Radio libertaire.

### Латинская Америка

#### Аргентина
До настоящего времени в Аргентине не существует закона, который признавал бы комьюнити-радиостанции частью системы аргентинских СМИ и регулировал бы их деятельность. Закон 22.285 «О радиовещании», вступивший в силу в 1980 году, запрещает выдавать лицензии на вещание некоммерческим объединениям и общественным организациям. Таким образом, только коммерческие компании могут получить лицензию на осуществление деятельности в сфере радио. Тем не менее комьюнити-станциям, не получающим лицензий, предоставляются по решению суда временные разрешения на вещание. Разрешения эти налагают на комьюнити-радио различные ограничения, среди прочего — обязательство платить налоги.
Несмотря на законодательные препятствия, некоторым комьюнити-радиостанциям Аргентины удаётся удержаться на плаву, хотя официально они являются частными радиокомпаниями. Среди них можно отметить, во-первых, «Radio La Colifata» (Сумасшедшее радио). Сотрудники и слушатели этой радиостанции — пациенты психиатрической лечебницы Хосе Борда в Буэнос-Айресе. Помимо коммуникационной функции, этот проект носит терапевтический характер, а также способствует преодолению предрассудков относительно способности людей с психическими проблемами к участию в общественной жизни. Во-вторых, примечательна деятельность сети комьюнити-радио «Huanacache» (Уанака́че), зародившаяся в сельской школе «Maestro Pablo Pizurno» в провинции Мендоса. Деятельность этой сети настолько плодотворна, что в 2001 году ЮНЕСКО присудила ей Премию за развитие коммуникации в сельской местности.

#### Колумбия
В законе 1901 от 1990 года была признана важность участия сообществ в осуществлении радиовещания. Вслед за этим, в 1995 году, деятельность комьюнити-радиостанций была легитимизирована декретом 1445. А в декрете 1447 того же года устанавливались правила регулирования этого типа вещания.

#### Мексика
Первыми комьюнити-радиостанциями стали здесь «Radio Huayacocotla» (Радио Уаякоко́тла) и «Radio Teocelo» (Радио Теосело), возникшие в 1965 году. Однако деятельность комьюнити-радио долгое время не признавалась законной. Лишь в 2005 году, после активной борьбы под эгидой Всемирной ассоциации комьюнити-радио, Министерство коммуникаций и транспорта Мексики выдало первые так называемые «разрешения» (permisos (исп.)) на 7 лет — 11 радиостанциям. Среди них в основном станции, вещающие для коренных народов Мексики. Например, «Radio Calenda» - радиостанция индейского народа сапотеки, «Radio Nandía» вещает для народа масатеки, «Radio Uandarhi» (Радио Уанда́ри) - для народа пурепеча.

### Северная Америка

#### Канада
Комьюнити-радио было признано частью системы радиовещания Канады Законом о радиовещании 1991 года. В законе подчеркивалось, что радио должно отражать культурное разнообразие Канады, учитывая в том числе потребности и интересы коренного населения. Этим же законом полномочия по регулированию радиовещания передавались независимому органу — Канадскому совету по радиовещанию и телекоммуникациям (Conseil de la Radiodiffusion et des Télécommunications Canadiennes CRTC). Среди прочих задач этого органа — выдача лицензий на использование радиочастот.
Дальнейшее развитие законодательство о комьюнити-медиа получило с появлением Официального сообщения CRTC от 01.08.1997. Отныне радиостанции были разделены на 7 типов: общественные, коммерческие, радиостанции коренного населения, радиостанции сообществ, университетские радиостанции, цифровые и этнические радиостанции. К 1998 году лицензии на вещание были выданы 50 комьюнити-радиостанциям, среди которых 9 выпускали передачи на английском языке, 35 — на французском, 3 — были двуязычными, а ещё одна станция вещала преимущественно на французском, но с большой долей контента для коренного населения.
Как видно, комьюнити-вещание в Канаде является полностью легитимизированным, охраняется и даже субсидируется государством.

#### США
Появлению первых комьюнити-радио в этой стране предшествовала долгая традиция вещания любительских радиостанций. Первая же комьюнити-станция в США «Pacifica Radio» была образована организацией «Pacifica Foundation» в 1948 году. «Pacifica Radio» — это «независимая некоммерческая радиостанция, вещавшая благодаря поддержке своих слушателей, многие из которых были пацифистами и анархистами» и продолжающая вещание по сей день.
Важное для развития движения комьюнити-радио в США событие произошло в 1941 году. Тогда Федеральная комиссия по связи (Federal Communication Commission) приняла решение зарезервировать за комьюнити- и другими некоммерческими вещателями часть радиочастотного спектра. На 60-е годы пришёлся бум в развитии американских радиостанций этого типа. В 1967 году была создана Корпорация общественного вещания (Corporation for Public Broadcasting), в задачи которой входила в том числе поддержка местных радиостанций. Однако на деле комьюнити-радиостанции этой поддержки не получали — с ними, напротив, боролись. Например, в 1978 году, откликнувшись на недовольство частных и общественных радиостанций деятельностью комьюнити-медиа, Федеральная комиссия по связи отозвала лицензии у радиостанций, вещающих с низкой мощностью (10 Вт). Для того чтобы выжить, комьюнити-вещатели вынуждены были повышать мощность своего оборудования с целью получить лицензию для 100-ваттных станций. Но для многих такие траты были недопустимы.
Ответом на борьбу с комьюнити-радио стал расцвет в 80-х и 90-х годах нелицензированных, пиратских радиостанций. Среди прочих можно отметить «Black Liberation Radio», впервые вышедшее в эфир в 1986 год в Спрингфилде, штат Иллинойс, или радиостанцию «Free Radio Berkeley», штат Калифорния, начавшую работу в 1993 году. Подобные радиостанции беспокоили коммерческих и общественных вещателей — отчасти, поскольку создавали конкуренцию, но особенно — из-за того, что они незаконно присваивали часть радиочастотного спектра. Для защиты комьюнити-радио от нападок коммерческих и общественных медиа-компаний в 1975 году была создана Национальная федерация комьюнити-радиовещателей (National Federation of Community Broadcasters). В 1996 году радиостанции, которые выступали «против возрастающей коммерциализации общественного радио и недостатка некоммерческих станций», объединились в Общественную радио-коалицию (Grassroots Radio Coalition).
Общественное давление и уличные протесты в защиту независимых радиостанций в конце 1990-х годов привели к правовому признанию деятельности комьюнити-радио. Однако позднее внесённые Конгрессом поправки в законодательство о комьюнити-радио запрещали претендовать на получение лицензии всем станциям, которые прежде осуществляли вещание без лицензии. Таким образом, условия деятельности небольших независимых радиостанций в США по-прежнему остаются относительно неблагоприятными.